# Мриглод Ігор Миронович
Мриглод Ігор Миронович (нар. 26 травня 1960, Козлів) — український фізик-теоретик, дійсний член НАН України за спеціальністю «Фізика рідкого стану» (обраний у квітні 2012). Кандидат фізико-математичних наук (1988); доктор фізико-математичних наук (2000); член-кореспондент НАН України за спеціальністю «Фізика м'якої речовини, статистична фізика» (обраний у травні 2006). В 2006—2021 рр. — директор Інституту фізики конденсованих систем. Завідувач відділу квантово-статистичної теорії процесів каталізу (2002—2016).

## Життєпис
Народився 26 травня 1960 року в містечку Козлові Тернопільського району на Тернопільщині. У 1982 р. з відзнакою закінчив фізичний факультет Львівського державного університету ім. І.Франка.

## Нагороди
Нагороджений Почесною грамотою Верховної Ради України (2004) та Нагрудним знаком НАН України «За наукові досягнення» (2008). Нагороджений Орденом «За заслуги» ІІІ ст. (2020). Лауреат премії НАН України ім. С. І. Пекаря (2003).

## Наукові інтереси
Фізика м'якої речовини, теорія фазових переходів і критичних явищ, комп'ютерне моделювання.

## Доробок
Автор понад 300 наукових праць, опублікованих у вітчизняних та закордонних виданнях.
Репрезентативні публікації
- Bryk T., Mryglod I. «Non-hydrodynamic collective processes in molten salts: Theory an ab initio simulations» Int. Jour. Quantum Chem. 110 (2010) 38-45.
- Fenz W., Mryglod I.M., Prytula O., Folk R. «Concentration and mass-dependence of transport coefficients in binary mixtures with high mass-asymmetry» Phys. Rev. E80 (2009) 021202: 1-12.
- Bryk T., Mryglod I. «Ab initio study of dispersion of optic-like modes in a molten salt: Effect of ion polarization» Chem. Phys. Lett. 466 (2008) 56-60.
- Fenz W., Folk R., Mryglod I. M., Omelyan I. P. «Possibility of Fisher renormalization of the critical exponents in an Ising fluid» Phys. Rev. E75 (2007) 061504:1-11.
- Patsahan O., Caillol J.-M., Mryglod I. «Crossover behavior in fluids with Coulomb interactions» Eur. Phys. J. B58 (2007) 449—459.